# Little (película)
Little (titulada: Pequeño gran problema en España y Pequeña... otra vez en Hispanoamérica) es una película estadounidense de comedia y baja fantasía de 2019 coescrita y dirigida por Tina Gordon. Es protagonizada por Regina Hall, Issa Rae y Marsai Martin. Esta no es la única película a la inversa de Big y 13 Going on 30, sino que se estrenó hace 10 años la predecesora 17 otra vez en el 2009, que fue protagonizada por Zac Efron y Matthew Perry.
La trama sigue a una jefa y acosadora dominante de una empresa de tecnología que se transforma en una versión infantil de sí misma. Martin, quien se desempeña como productora ejecutivo en el proyecto, es, a los 14 años, la persona más joven en tener ese título en una producción de Hollywood. La película fue estrenada en Estados Unidos el 12 de abril de 2019.

## Argumento
Cuando tenía 13 años, Jordan Sanders (Marsai Martin) fue intimidada. Ahora siendo adulta (Regina Hall), se ha convertido en la acosadora mientras dirige su propia empresa de tecnología y trata mal a sus empleados. Después de un encuentro grosero con Jordan, una niña maga practicante llamada Stevie (Marley Taylor) desea que Jordan vuelva a ser una niña para derribarla. El deseo se hace realidad a la mañana siguiente, cuando Jordan vuelve a tener 13 años de edad. Ella le pide ayuda a su asistente April Williams (Issa Rae) con la compañía, mientras que Jordan se ve obligada a volver a la misma escuela en la que fue intimidada anteriormente (esto se debe a que su vecino llama a los servicios de protección). Debido a que Jordan es una "menor", April se ve obligada a hacerse pasar por su tía y si Jordan no va a la escuela, April podría ir a prisión. 
En la escuela, Jordan le presenta a su maestro, el Sr. Marshall (Justin Hartley), de quien ella está enamorada de él. Mientras está en clase y en el almuerzo, la acosan nuevamente, y los niños le ponen popotes en el pelo. Independientemente de que todos se burlen de ella, se hace amiga de otros tres marginados: Isaac (J. D. McCrary), Raina (Thalia Tran) y Devon (Tucker Meek). Mientras tanto, April tiene dificultades para mantener la atención de todos en el trabajo sin la autoridad de Jordan.
En un restaurante, Jordan y April cenan, comenzando a unirse en sus vidas personales. Jordan comienza a cantar la canción "I'm Goin Down" de Mary J. Blige, a la que April encuentra vergonzoso frente a todos en el restaurante con ellos pensando que Jordan está siendo una niña mala. A pesar de estar avergonzada por esto, April comienza a cantar junto con Jordan, terminando con Jordan accidentalmente arrancando el cabello de un chico.
Mientras tanto, el principal cliente de la compañía, Connor (Mikey Day), amenaza con mudarse a una empresa diferente si no se le presenta una gran idea para una aplicación. Debido a que April no puede comunicarse con Jordan antes del lanzamiento, April le informa a Connor su idea 'Discover Eyes'. Jordan, ahora enfurecida con April por lanzar su idea, la lleva a una pelea, lo que resulta en que April renuncie.
Después de que Jordan se da cuenta de lo terrible que ha sido, ella (cuando aún era una niña) ayuda a los niños a actuar en un mitin, ganándose el respeto de los otros estudiantes. April encuentra a Stevie y le pide que le dé la espalda a la normalidad. Stevie lo intenta pero falla. Jordan, ahora que ha cambiado por dentro, promete ser una mejor amiga para April. Jordan se despierta a la mañana siguiente como su yo de adulto y vuelve a trabajar con una actitud respectiva y positiva hacia sus empleados. Después de varios rechazos, el lanzamiento de April es un gran cliente. Jordan le da a la compañía una fiesta de celebración afuera, para celebrar el éxito de la compañía con el lanzamiento de April, y la transición de April de la asistente de Jordan a Creative Executive como ella quería antes.

## Reparto
- Regina Hall como Jordan Sanders, una despiadada magnate tecnológica.
  - Marsai Martin como Jordan Sanders de 13 años.
- Issa Rae como April, la asistente con exceso de trabajo de Jordan.
- Tone Bell como Preston, empleado de Jordan y amigo de April.
- Mikey Day como Connor, socio de Jordan.
- J. D. McCrary como Isaac.
- Thalia Tran como Raina.
- Tucker Meek como Devon.
- Luke James como Trevor.
- Rachel Dratch como Agente Bea.
- Justin Hartley como Sr. Marshall, un profesor del que Jordan Sanders de 13 años, está enamorada.
- Marc Hawes como Scott.
- Marley Taylor como Stevie.
- Eva Carlton como Caren Greene / Jasmine.

## Producción
A Marsai Martin, quien protagoniza Black-ish creado por Kenya Barris, se le ocurrió la idea de la película en 2014, cuando tenía 10 años, inspirada en la película Big. Martin actúa como productor ejecutivo en Little, y a la edad de 14 años es la persona más joven en tener un título en una gran producción de Hollywood. Issa Rae se unió a la película el 2 de mayo de 2018, mientras que Regina Hall, quien ya estaba asociada como productora ejecutiva, se unió al elenco más tarde ese mes.
La fotografía principal tuvo lugar de junio a agosto de 2018 en Atlanta.

## Estreno
La película fue estrenada el 12 de abril de 2019, luego de que su estreno original fuera planeado para el 20 de septiembre de 2019.

## Recepción
Little recibió reseñas mixtas de parte de la crítica y de la audiencia. En el sitio web especializado Rotten Tomatoes, la película posee una aprobación de 46%, basada en 162 reseñas, con una calificación de 5.0/10 y con un consenso crítico que dice: "Un giro decepcionantemente desigual pero agradable en general en una fórmula familiar, Little se beneficia de un gran corazón y una historia que hace un buen uso de su elenco talentoso y bien emparejado." De parte de la audiencia tiene una aprobación de 59%, basada en 1000 votos, con una calificación de 3.5/5.
El sitio web Metacritic le dio a la película una puntuación de 49 de 100, basada en 37 reseñas, indicando "reseñas mixtas". Las audiencias encuestadas por CinemaScore le otorgaron a la película una "B+" en una escala de A+ a F, mientras que en el sitio IMDb los usuarios le asignaron una calificación de 5.5/10, sobre la base de 13 607 votos. En la página web FilmAffinity la cinta tiene una calificación de 4.4/10, basada en 408 votos.